# Agobardus mandibulatus
Agobardus mandibulatus är en spindelart som beskrevs av Bryant 1940. Agobardus mandibulatus ingår i släktet Agobardus och familjen hoppspindlar. Inga underarter finns listade i Catalogue of Life.